# Kanton Tréguier
Der Kanton Tréguier  (bretonisch Landreger) ist seit 1790 ein französischer Kanton im Arrondissement Lannion, im Département Côtes-d’Armor und in der Region Bretagne; sein Hauptort ist Tréguier.

## Geschichte
Der Kanton entstand am 15. Februar 1790. Von 1801 bis 2015 gehörten zehn Gemeinden zum Kanton Tréguier. Mit der Neuordnung der Kantone in Frankreich stieg die Zahl der Gemeinden 2015 auf 22. Nebst den bisherigen Gemeinden des alten Kantons Tréguier kamen noch alle 7 Gemeinden des Kantons Lézardrieux und 5 der 11 Gemeinden des Kantons La Roche-Derrien hinzu.

## Lage
Der Kanton liegt im Nordwesten des Départements Côtes-d’Armor.

## Gemeinden

### Kanton  seit 2015
Der Kanton besteht aus 19 Gemeinden mit insgesamt 23.211 Einwohnern (Stand: 1. Januar 2022) auf einer Gesamtfläche von 239,89 km²:
| Gemeinde         | Bretonisch      | Einwohner (2022) | Fläche (km²) | Code postal | Code Insee |
| ---------------- | --------------- | ---------------- | ------------ | ----------- | ---------- |
| Camlez           | Kamlez          | 832              | 11,66        | 22450       | 22028      |
| Coatréven        | Koatreven       | 493              | 9,13         | 22450       | 22042      |
| Kerbors          | Kerborzh        | 286              | 6,88         | 22610       | 22085      |
| Langoat          | Langoad         | 1.161            | 18,50        | 22450       | 22101      |
| Lanmérin         | Lanvilin        | 573              | 4,15         | 22300       | 22110      |
| Lanmodez         | Lanvaodez       | 400              | 4,15         | 22610       | 22111      |
| La Roche-Jaudy   |                 | 2.643            | 29,42        | 22450       | 22264      |
| Lézardrieux      | Lezardrev       | 1.632            | 11,91        | 22740       | 22127      |
| Minihy-Tréguier  | Ar Vinic'hi     | 1.263            | 12,07        | 22220       | 22152      |
| Penvénan         | Perwenan        | 2.548            | 19,84        | 22710       | 22166      |
| Pleubian         | Pleuvihan       | 2.334            | 20,10        | 22610       | 22195      |
| Pleudaniel       | Planiel         | 925              | 18,42        | 22740       | 22196      |
| Pleumeur-Gautier | Pleuveur-Gaoter | 1.186            | 18,99        | 22740       | 22199      |
| Plougrescant     | Plougouskant    | 1.198            | 15,54        | 22820       | 22218      |
| Plouguiel        | Priel           | 1.745            | 19,07        | 22220       | 22221      |
| Trédarzec        | Tredarzeg       | 1.069            | 11,68        | 22220       | 22347      |
| Tréguier         | Landreger       | 2.349            | 1,52         | 22220       | 22362      |
| Trézény          | Trezeni         | 355              | 3,25         | 22450       | 22381      |
| Troguéry         | Trogeri         | 219              | 3,61         | 22450       | 22383      |
| Kanton Tréguier  | Landreger       | 23.211           | 239,89       | -           | 2227       |

### Veränderungen im Gemeindebestand seit der landesweiten Neuordnung der Kantone
2019: Fusion Hengoat, La Roche-Derrien, Pommerit-Jaudy und Pouldouran → La Roche-Jaudy

### Kanton  bis 2015
Der alte Kanton Tréguier umfasste zehn Gemeinden. Diese waren: Camlez, Coatréven, Langoat, Lanmérin, Minihy-Tréguier, Penvénan, Plougrescant, Plouguiel, Tréguier (Hauptort) und Trézény.

### Bevölkerungsentwicklung des alten Kantons bis 2015
| 1962   | 1968   | 1975   | 1982   | 1990   | 1999   | 2006   | 2012   |
| ------ | ------ | ------ | ------ | ------ | ------ | ------ | ------ |
| 12.826 | 12.559 | 12.499 | 12.404 | 12.559 | 12.189 | 12.694 | 12.811 |

## Politik
Im 1. Wahlgang am 22. März 2015 erreichte keines der fünf Wahlpaare die absolute Mehrheit. Bei der Stichwahl am 29. März 2015 gewann das Gespann Pierrick Gouronnec/Isabelle Nicolas (beide PS) gegen Patricia Le Goas/Didier Rogard (beide DVD) mit einem Stimmenanteil von 54,36 % (Wahlbeteiligung:55,98 %).
| Vertreter im conseil général des Départements | Vertreter im conseil général des Départements | Vertreter im conseil général des Départements |
| Amtszeit                                      | Name                                          | Partei                                        |
| --------------------------------------------- | --------------------------------------------- | --------------------------------------------- |
| 1976–1988                                     | Yves Le Cozannet                              | UDF                                           |
| 1988–1994                                     | Michel Le Saint                               | PS                                            |
| 1994–2008                                     | Michel Bataille                               | UDF                                           |
| 2008–2015                                     | Isabelle Nicolas                              | PS                                            |
| 2015–                                         | Pierrick Gouronnec Isabelle Nicolas           | PS                                            |